# Hans-Joachim Hannemann
Hans-Joachim Hannemann (født 5. april 1915, død 6. marts 1989) var en tysk roer.
Hannemann roede for RG Wiking, hvor han var med i blandt andet klubbens otter, der blev tysk mester i 1936. Den repræsenterede derfor Tyskland ved OL 1936 på hjemmebane i Berlin. Tyskerne blev i indledende runde besejret af den schweiziske båd og måtte derfor i opsamlingsheat, som de vandt klart. I finalen lagde den schweiziske og den tyske båd bedst ud, men da fire af schweizerne tidligere samme dag havde roet finaler i både firer med styrmand og firer uden styrmand, slap de schweiziske kræfter op. Italienerne og amerikanerne kom efterhånden op og lå næsten lige med tyskerne, og de tre både kom i mål inden for et sekund. Amerikanerne var hurtigst og fik guld, italienerne sølv og tyskerne bronze. Ud over Hannemann bestod den tyske besætning af Alfred Rieck, Helmut Radach, Hans Kuschke, Heinz Kaufmann, Gerd Völs, Werner Loeckle, Herbert Schmidt og styrmand Wilhelm Mahlow.
Sammen med Völs, Loeckle og Schmidt vandt Hannemann sølv ved de tyske mesterskaber i firer uden styrmand i 1936. Han vandt yderligere en række tyske mesterskaber: otter i 1938 og 1941, toer uden styrmand i 1941, firer med styrmand i 1944 og firer uden styrmand i 1947. Han var desuden med til at blive europamester i otteren i 1938.
Efter at have indstillet sin aktive karriere blev Hannemann administrator i sporten samt træner og international dommer. Han var desuden præsident i RG Wiking 1950-1952.

## OL-medaljer
- 1936:  Bronze i otter